# カルナック神殿複合体の歴史
カルナック神殿複合体の歴史（カルナックしんでんふくごうたいのれきし、英: History of the Karnak Temple complex）は、大部分がテーベの歴史である。その都市は第11王朝（紀元前2125-1985年頃）以前に何らかの重要性があったようには見えず、ここにあった神殿建造物はいずれも比較的小さくて重要なものではなかったと考えられており、そのいくつかの祠堂はテーベの初期の神モンチュに捧げられていた。 神殿域で発見された最古の遺物として、第11王朝の小さな八柱神のものがあり、アメンについて記されている。第11王朝の時代にはテーベの地方神としてアメンの神殿があったと考えられ、アンテフ2世（紀元前2112-2063年頃）の墓では、ある構造物を示唆する「アメンの家」（英: 'house of Amun'）について触れているが、それが祠堂か小神殿かは不明である。カルナックの古名、イペト＝スゥト（Ipet-sut、イペト＝イスゥト、Ipet-isut 「最も選び抜かれた場所」）はまさしくアメン大神殿（アメン＝ラーの神域）の中心的構造物に関連し、それは早くも第11王朝には使用されており、また中王国（紀元前2055-1650年頃）の展開前における何らかの神殿の存在を示唆している。

## 中王国
第11王朝時代に、テーベの王が全エジプトの統治者になる頃には、カルナックの地域はすでに聖地と見なされ、アメン崇拝のための何らかの構造物がおそらく統一前に存在し、そしてそれはカルナック地域のうちのどこかに位置していたと考えられる。エジプトの統一は、地方の部族神であったアメンにさらなる力と富をもたらし、そしてアメンは太陽神ラーと次第に習合（シンクレティズム、英: syncretism）して、アメン＝ラーとなっていった。センウセルト1世（紀元前1965-1920年頃）の白い祠堂（英: White Chapel）や中王国時代の中庭は、神殿域のうち最も古い建造物遺跡である。聖池近くにおける発掘では計画集落が見つかっている。

## 新王国
新王国時代（紀元前1550-1069年頃）には、比較的質素な神殿がエジプトの富が増すにつれて、巨大国家の宗教的中心地へと拡大していくのが見られる。

### 第18王朝

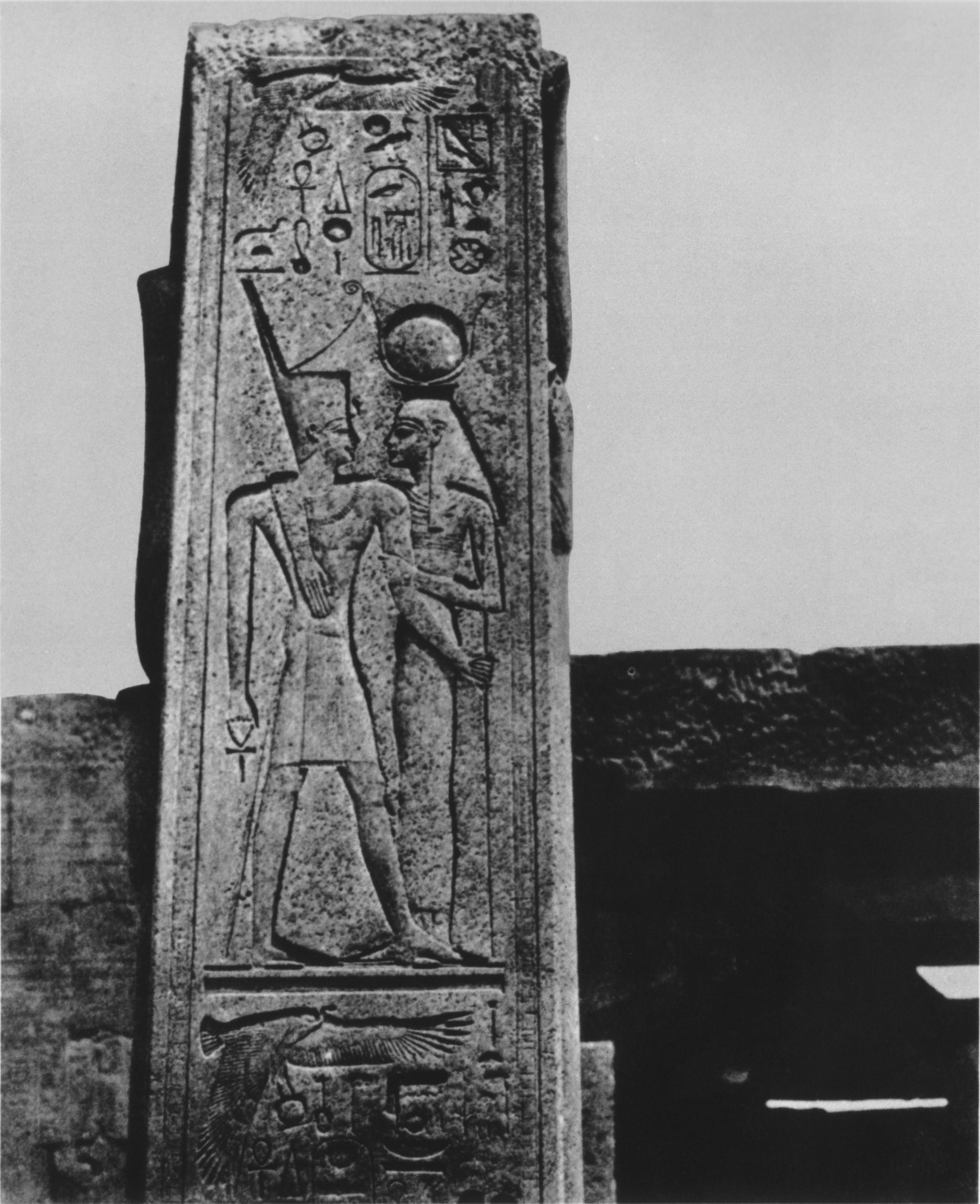
カルナックの石碑（ステラ、Stele）、
マクシム・デュ・カン (Maxime Du Camp) 撮影、1850年頃

神殿複合体の主な拡張は、第18王朝（紀元前1550-1295年頃）のうちになされた。アメンホテプ1世（紀元前1525-1504年頃）は聖舟祠堂や門を構築した。トトメス1世（紀元前1504-1492年頃）は中王国の神殿を囲む周壁を建築し、今もその場所に立っている神殿の最古の部分より構成される第4塔門と第5塔門をつないだ。それらは、後にトトメス3世（紀元前1479-1425年頃）によって建てられた壁により視界から隠された、14本のパピルス柱および2本のハトシェプスト（紀元前1473-1458年頃）のオベリスクを取り囲んだ。トトメス2世（紀元前1492-1479年頃）は神殿の前面に祝祭の中庭を配置し、それは後の構成により取り除かれたが、ブロックは第3塔門の中の埋め込みから回収されている。ハトシェプストとトトメス3世のもと、塔とともに強化された別の周壁が建てられ、隣接する聖池が構築あるいは拡張された。トトメス3世の治世中には、主神殿自体に Akh-menu と呼ばれる建物が追加され50％拡張された。これは通常「記念建造物のうち最も壮麗なもの」と訳されるが、別にも訳がある。ガーディナーのエジプト文法によると、akh という語は「壮麗」（英: glory）もしくは「祝福された/生きる聖霊」（英: blessed/living spirit）のどちらかの意味とすることができる（例えば、アクエンアテン〈Akhenaten〉はしばしば「アテンの生きる聖霊」〈英: "living spirit of Aten"〉と訳される）。従って、代わる訳は「生きる聖霊のための記念建造物」となる。それは現在トトメス3世祝祭殿 として知られ、完全に日除けおよび覆いの柱を備えた、反響する巨大な覆われた祠堂の表面には装飾が施されている。この神殿の、カルナック王名表は、神殿複合体の一部を築いた何人かの以前の王とともにトトメス3世を示している。エジプトの首府がアケトアテンに移ったアマルナ時代における束の間の中断の後、ツタンカーメン（紀元前1336-1327年頃）やホルエムヘブ（紀元前1323-1295年頃）のもとカルナックにおいての建設が再開した。第9塔門は直ちに取り壊されたアケトアテンのタラタートとして知られる資材を用いて南軸沿いに建造された。

### 第19王朝

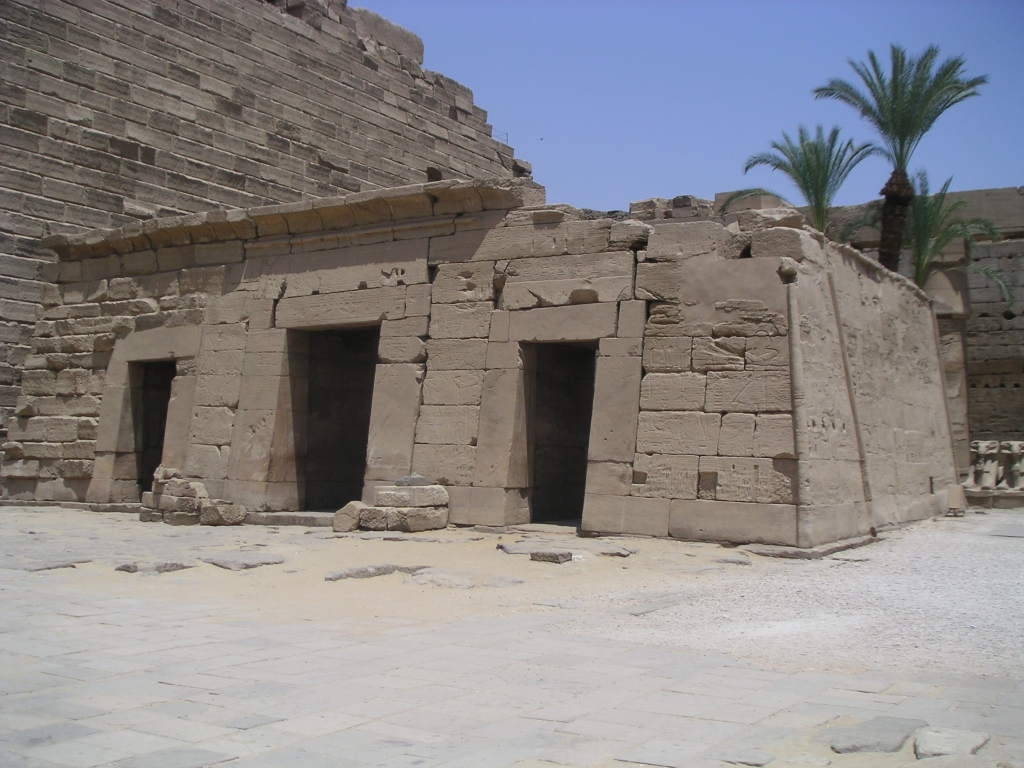
セティ2世の聖舟祠堂

列柱室の建設は第18王朝のうちに始まったとも考えられるが、ほとんどの建造物はセティ1世（紀元前1294-1279年頃）とラムセス2世（紀元前1279-1213年頃）のもとで着手された。メルエンプタハ（紀元前1213-1203年頃）は、ルクソール神殿への行進ルートの始まるカシェット（カシェ、「隠し場」）の中庭の壁に、海の民に対する自身の勝利を記念した。この大きな碑文（英: Great Inscription、現在はその内容のおよそ3分の1を失った）は、王の行軍および戦利品や捕虜をつれた最後の帰還を示している。この碑文は散文として刻まれており、大部分は別の「勝利の碑」（英: Victory Stela）である、より有名なイスラエル碑の転記であり、その詩として刻まれた石碑は西岸のメルエンプタハ葬祭殿の第1中庭で1896年に発見された。メルエンプタハの息子セティ2世（紀元前1200-1194年頃）は、第2塔門の前に2本の小さなオベリスクと、同領域の参道の北に3部分からなる聖舟休息所を加えた。この祠堂は砂岩で築かれ、 ムトとコンスのものを側面とするアメンの礼拝室があった。
この王朝末期の支配者たちは、わずかしか神殿複合体に付け加えなかった。

### 第20王朝
エジプト王朝の力が衰えたことで、建設はテーベのすべてにおいて減少し、そしてそれはこの時代に実施された建築工事に反映されている。コンス神殿も同様に構築されて、その後この時代にラムセス3世（紀元前1184-1153年頃）とラムセス4世（紀元前1153-1147年頃）のもとで拡張され、また大きな聖舟祠堂が第2塔門の前に加えられた。この構造物はほかの場所の主神殿のように十分な大きさがあり、メディネト・ハブにあるラムセス3世の葬祭殿によく似ている。これから後の時代の王たちは複合体全般にはほとんど追加せず、コンス神殿に集中した。王朝の権力衰退はラムセス9世（紀元前1126-1108年頃）と同じ大きさを示している大司祭アメンホテプの肖像により例証される。

## 第3中間期
エジプトの分裂でファラオは北を支配し、アメン大司祭がテーベを支配する。北の王らは何も築造しないでほとんど複合体に付け加えなかったようであるが、大司祭たち、特にヘリホル（紀元前1080-1070年頃）およびパネジェム1世は、コンス神殿を装飾し続けた。

### 第22王朝
第22王朝（紀元前945-715年頃）のリビアの王たちは、列柱および新しい門（それは第1塔門へと後に置き換えられている）とともに第2塔門区域の配置を計画したとみられる。この新しい構成は、セティ2世とラムセス3世の聖舟祠堂を取り囲んだ。この後、神殿と第2塔門の間にシェションク1世（紀元前945-924年頃）はブバスティス門を建造することにより、シリア・パレスチナにおける自身の征服と軍事行動を記念した。

### 第25王朝
タハルカ（紀元前690-664年）は唯一、複合体に付け加えた王であり、第1塔門と第2塔門の間の前庭にタハルカの殿堂を追加したとみられる。これにより、スフィンクス参道が今も配置されているように中庭の両側に移されたことが分かる。タハルカはまたモンチュの神域に列柱を追加した。

## 末期王朝

### 第30王朝
神殿の配置における最後の大きな変化は、第1塔門およびカルナック複合体全体を取り囲む巨大な周壁の追加であり、双方ともネクタネボ1世（紀元前380-362年）によって構築され、第22王朝の王たちにより始まる構成を完成させた。

## プトレマイオス朝
フィリッポス・アリダイオス（紀元前323-317年）は、トトメス3世の祠堂を赤色花崗岩の祠堂に置き換えた。それは2つの部屋からなり、神殿の主軸沿いにあった。オペト神殿は、カルナック複合体において構成される最後の重要な礼拝建造物であった。

## ローマ支配

### キリスト教時代
西暦323年に、コンスタンティヌス1世（306-337年）はキリスト教信仰を認め、356年には帝国中の異教神殿の閉鎖が命じられた。カルナック神殿はこの時代にはほとんど見捨てられ、キリスト教会が廃墟の中に設立されており、この最も有名な例はトトメス3世祝祭殿の中央の間の再利用であり、聖人やコプト語碑文を描いた装飾が今もなお見られる。

## 再発見

### ギリシャ・ローマの記述
複合体への言及は、ヘロドトスのもの、ディオドルス・シクルス、ストラボンならびにおそらくアブデラのヘカタイオスおよびマネトに認められるが、それらの作品の断片があるのみであり、これらの著者のいずれも複合体に関する基礎的な情報以上には伝えていない。ストラボンは、彼の訪れた頃のテーベは小さな村の集まりに過ぎないが、かつての壮大さを未だ想像することができたと述べている。

### ヨーロッパの再発見
テーベの正確な場所は中世ヨーロッパでは知られていなかったが、ヘロドトスとスレンボンの双方はテーベの正確な位置とそこに達するにはどれぐらいナイル川をさかのぼらねばならないかを示している。2世紀のクラウディオス・プトレマイオスの大きな業績である Geographia に基づいたエジプトの地図が、14世紀後半以降ヨーロッパに出回っており、それらにはすべてテーベ（ディオスポリス、Diospolis）の位置が示されていた。それにもかかわらず、15世紀から16世紀の数人のヨーロッパの著者は下エジプトのみを訪れただけで彼らの旅行記を発表し、Joos van Ghistele またはアンドレ・テヴェのように、テーベをメンフィスもしくはその近くに置いた。
カルナック神殿複合体は、1589年に無名のヴェネツィア人によって初めて記載されたが、その報告には複合体の名は触れられていない。フィレンツェ国立中央図書館に保管されているこの報告は、古代ギリシャ・ローマの著者以来、カルナック、ルクソール神殿、メムノンの巨像、エスナ、エドフ、コム・オンボ、フィラエほか、上エジプトやヌビアの記念建造物全般にわたって、初めて知られたヨーロッパの記述である点において、類のないものである。
村名としてのカルナック ("Carnac")、およびその複合体の名は、2人のカプチン会 宣教者、プロタイス (Protais) とチャールズ・フランソワ・オルレアン (Charles François d'Orléans) がその地域を旅した、1668年に初めて認められる。彼らの見聞に関するプロタイスの記述は、Melchisédech Thévenot (Relations de divers voyages curieux, 1670s–1696 editions) および Johann Michael Vansleb (The Present State of Egypt, 1678) より出版された。
カルナックの最初の描画は、1704年のポール・ルーカス (Paul Lucas) の旅行記 (Voyage du Sieur paul Lucas au Levant) に見られるが、かなり不正確であり現代の目で見たとき完全に混乱させられることがある。ポール・ルーカスは1699-1703年の間エジプトを旅した。描画は、木に囲まれた複合体を基礎として、アメン＝ラーの神域やモンチュの神域の構成物、 プトレマイオス3世エウエルゲテス（紀元前246-221年） / プトレマイオス4世フィロパトル（紀元前221-205年）の巨大なプトレマイオスの門、ならびに壮大な幅113m、高さ43m、厚さ15mの、アメン大神殿の第1塔門を示している。
カルナックは、相次いで訪問され記述されるようになり、クロード・シカール (Claude Sicard) と彼の旅行同行者ピエール・ローラン・ピンチャ (Pierre Laurent Pincia) （1718年、1720-1721年）、グレンジャー (Granger) （1731年）、フレデリック・ルイス・ノーデン Frederick Louis Norden) （1737-1738年）、リチャード・ポコック (Richard Pococke) （1738年）、ジェームズ・ブルース (James Bruce) （1769年）、Charles-Nicolas-Sigisbert Sonnini de Manoncourt （1777年）、ウィリアム・ジョージ・ブラウン (William George Browne) （1792-1793年）、そしてついにナポレオン遠征において、ヴィヴァン・ドノン (Vivant Denon) を含む複数の科学者が、1798-1799年にかけて訪れた。クロード・エティエンヌ・サヴァリ (Claude-Étienne Savary) は1785年の著書のなかで、かなり詳細に複合体について説明している。特にそれは他の旅行者の情報より構成される上エジプトへの旅行を装った作り話の中において光明を照らしている。サヴァリは1777-1778年には下エジプトを訪れて、それについても著作を出版した。